# Jack Lanza
Jack Lanza (* 14. Oktober 1935 in Minneapolis, Minnesota; † 8. Dezember 2021), besser bekannt als Blackjack Lanza, war ein US-amerikanischer Wrestler.

## Karriere

### AWA
Jack Lanza gab sein Ringdebüt 1962. In der American Wrestling Association bildete er zusammen mit Blackjack Mulligan das Tag Team The Blackjacks, welches von Bobby "The Brain" Heenan gemanagt wurde. Lanza verkörperte zu der Zeit ein Gimmick eines Western Cowboys, das zur damaligen Zeit sehr oft und erfolgreich für Wrestler eingesetzt wurde. Am 23. Juli 1976 gewann das Team die Tag-Team-Titel der American Wrestling Association.

### WWWF
1975 wechselten die beiden zur damaligen World Wide Wrestling Federation, welche heute als WWE bekannt ist. Am 26. August durften sie mit einem Sieg über Dominic DeNucci und Pat Barrett die WWWF World Tag Team Championship gewinnen. 1983 beendete er seine aktive Karriere und war anschließend als Road Agent für WWE tätig.
Sein Neffe ist der frühere WWE Champion John Layfield. 2006 wurde Lanza in die WWE Hall of Fame aufgenommen.

## Titel und Auszeichnungen
- American Wrestling Association

- 1× AWA World Tag Team Championship – mit Bobby Duncum Sr.

- National Wrestling Alliance
- Regional

- 1× NWA Georgia Television Championship

- World Class Championship Wrestling

- 1× World Class Heavyweight Championship
- 1× WCWA American Tag Team Championship – mit Blackjack Mulligan
- 2× WCWA Tag Team Championship – mit Blackjack Mulligan
- 2× NWA Texas Brass Knuckles Championship

- World Wrestling Association

- 1× WWA Tag Team Championship – mit Blackjack Mulligan

- World Wrestling Entertainment

- WWE Hall of Fame 2006
- 1× WWWF World Tag Team Championship – mit Blackjack Mulligan

## Weblink
- WWE Hall of Fame-Profil